# Die Flucht ins Ungewisse
Die Flucht ins Ungewisse (Originaltitel: Running on Empty) ist ein US-amerikanisches Filmdrama des Regisseurs Sidney Lumet aus dem Jahr 1988.

## Handlung
Danny Pope ist ein junger Mann, dessen Eltern Annie und Arthur in den 1970er Jahren aktiv an der Antikriegsbewegung teilgenommen haben. Damals hatten sie ein Napalm-Labor in die Luft gesprengt. Dabei wurde ein Hausmeister, von dem sie nichts wussten, schwer verletzt. Seit der Zeit sind sie auf der Flucht und werden durch ein Untergrund-Netzwerk der Bewegung finanziell unterstützt. Immer wieder müssen sie umziehen und sich neue Identitäten zulegen.
Auf Danny, einen talentierten Pianisten, wird ein Musiklehrer aufmerksam. Weil frühere Schulunterlagen von Dannys Klavierspiel nicht aufzutreiben sind, wird der Lehrer neugierig. Während Danny für eine Aufführung probt, verliebt er sich in Lorna, die Tochter des Lehrers. Um seine Lebensumstände zu verarbeiten, vertraut er sich Lorna an.
Annie erfährt indessen von Dannys Aufführung. Ihr wird klar, dass ihr Sohn ein eigenständiges Leben führen will und sie ihn ziehen lassen muss. Vater Arthur ist davon nicht begeistert. Annie riskiert die Sicherheit der Familie, als sie ihren Vater, der ihr fremd geworden ist, kontaktiert. Sie will erreichen, dass Danny in Sicherheit ist, wenn Arthur und sie wieder untertauchen müssen. Arthur erkennt, dass er zu der Sorte autoritärer Menschen wird, gegen die er in früheren Zeiten protestiert hat. Ihm wird ebenso klar, dass er Dannys Leben nicht reglementieren kann. Die Familie – Annie, Arthur und der jüngere Bruder – verlässt Danny, um wieder eine neue Identität anzunehmen.

## Hintergrund
Die Dreharbeiten fanden im US-Bundesstaat New York statt.
Es gibt vier Filme mit dem Titel Running on Empty. Drei davon sind amerikanische Werke, die diesen Originaltitel tragen: Mike – In 3,8 auf 100 (1982) von John Clark  sowie zwei Filme, die in Deutschland noch nicht erschienen sind. Ein weiterer Film, die deutsche Produktion Der Lebensversicherer (2006) von Bülent Akıncı, der in den USA mit dem Titel Running on Empty angelaufen ist.

## Kritiken
Roger Ebert von der Chicago Sun-Times gab dem Film vier von vier Sternen und zählte ihn zu den besten Filmen des Jahres. Das Lexikon des internationalen Films meinte, Regisseur Sidney Lumet habe „die Geschichte nicht als politisches Thesenstück oder als spektakuläres Fluchtgeschehen“ in  Szene gesetzt. Stattdessen stünden „die Menschen, ihre persönliche Verantwortung, ihre Gedanken und Gefühle [im] Mittelpunkt“. Entstanden sei dabei „ein bewegendes Drama um in eigener und fremder Schuld gefangene Menschen, das hintergründig auch die Auswirkungen der Protestbewegung der 60er Jahre reflektiert“. Das Fazit von Cinema lautete: „Moralisch komplex, bewegend und subtil.“

## Auszeichnungen
Bei der Oscarverleihung 1989 waren River Phoenix als Bester Nebendarsteller und Naomi Foner für das Beste Originaldrehbuch nominiert. Letztere gewann den Golden Globe in der Kategorie Bestes Drehbuch. Weitere Golden-Globe-Nominierungen gab es in den Kategorien Bester Film – Drama, Beste Regie, Beste Hauptdarstellerin – Drama (Christine Lahti) und Bester Nebendarsteller (River Phoenix). Des Weiteren war Martha Plimpton als Beste Nachwuchsdarstellerin für den Young Artist Award nominiert.

## Synchronisation
Die deutsche Synchronfassung entstand bei der Interopa Film GmbH Berlin nach dem Dialogbuch von Frank Schaff und unter Dialogregie von Jürgen Neu.
| Rolle            | Darsteller       | Synchronsprecher     |
| ---------------- | ---------------- | -------------------- |
| Annie Pope       | Christine Lahti  | Marianne Groß        |
| Danny Pope       | River Phoenix    | Frank Schaff         |
| Arthur Pope      | Judd Hirsch      | Klaus Sonnenschein   |
| Lorna            | Martha Plimpton  | Judith Brandt        |
| Harry Pope       | Jonas Abry       | Kim Hasper           |
| Gus Winant       | L. M. Kit Carson | Manfred Lehmann      |
| Donald Patterson | Steven Hill      | Eberhard Wechselberg |
| Mr. Phillips     | Ed Crowley       | Peter Schiff         |